# Oberroßbach (Dietersheim)
Oberroßbach ist ein Gemeindeteil der Gemeinde Dietersheim im Landkreis Neustadt an der Aisch-Bad Windsheim (Mittelfranken, Bayern). Die Gemarkung Oberroßbach hat eine Fläche von 4,471 km². Sie ist in 492 Flurstücke aufgeteilt, die eine durchschnittliche Fläche von 9088,36 m² haben. In ihr liegt neben dem namensgebenden Ort der Gemeindeteil Unterroßbach.

## Geografie
Durch das Dorf fließt der Roßbach, ein rechter Zufluss des Schweinebachgrabens, der wiederum ein rechter Zufluss der Aisch ist. 0,5 km westlich des Ortes liegt das Waldgebiet Hochstraße, 0,75 km nordwestlich die Dürrnlohe und 0,25 km südöstlich der Bannwald. 0,5 km nördlich liegt das Roßbacher Feld, 0,5 km südlich das Strichfeld. Die Kreisstraße NEA 6 führt an Unterroßbach und Weiherhof vorbei nach Birkenfeld zur Bundesstraße 470 (3 km nordwestlich) bzw. zur Kreisstraße NEA 24 (1,3 km östlich).

## Geschichte
Oberroßbach wurde im Steuerbuch der Nürnberger Burggrafen 1361/1364 erstmals schriftlich erwähnt. Der Ort gehörte damals zum burggräflichen Amt Lenkersheim. Später unterstand es dem Kloster Birkenfeld, das in der Folgezeit in ein weltliches Klosteramt umgewandelt wurde.
Gegen Ende des 18. Jahrhunderts gab es in Oberroßbach 14 Anwesen. Das Hochgericht übte das brandenburg-bayreuthische Stadtvogteiamt Neustadt an der Aisch aus. Die Dorf- und Gemeindeherrschaft hatte das Klosteramt Birkenfeld. Grundherren waren das Fürstentum Bayreuth (Klosteramt Birkenfeld: 1 Gut, 2 Gütlein, 1 Häckersgütlein, 4 halbe Häckersgütlein, 1 Tropfhäuslein; Klosteramt Münchaurach: 1 Gut) und die Pfarrei Markt Erlbach (3 Güter).
Von 1797 bis 1810 unterstand der Ort dem Justizamt Dachsbach und Kammeramt Neustadt. 1810 kam Oberroßbach an das Königreich Bayern. Im Rahmen des Gemeindeedikts wurde 1811 der Steuerdistrikt Oberroßbach gebildet, zu dem Beerbach, Oberschweinach, Pechhütte, Rimbach, Stöckach, Stöckachermühle, Unterroßbach und Unterschweinach gehörten. 1813 entstand die Ruralgemeinde Oberroßbach, die deckungsgleich mit dem Steuerdistrikt war. Mit dem Zweiten Gemeindeedikt (1818) wurden drei Ruralgemeinde gebildet:
- Beerbach mit Pechhütte;
- Oberroßbach mit Rimbach und Unterroßbach;
- Unterschweinach mit Oberschweinach, Stöckach und Stöckacher Mühle.[8][9]

Die Ruralgemeinde Oberroßbach war in Verwaltung und Gerichtsbarkeit dem Landgericht Neustadt an der Aisch zugeordnet und in der Finanzverwaltung dem Rentamt Neustadt an der Aisch (1919 in Finanzamt Neustadt an der Aisch umbenannt, seit 1972 Finanzamt Uffenheim). Ab 1862 gehörte Oberroßbach zum Bezirksamt Neustadt an der Aisch (1939 in Landkreis Neustadt an der Aisch umbenannt). Die Gerichtsbarkeit blieb beim Landgericht Neustadt an der Aisch (1879 in das Amtsgericht Neustadt an der Aisch umgewandelt). Die Gemeinde hatte 1964 eine Gebietsfläche von 5,394 km².
Am 31. Dezember 1969 wurde die Gemeinde Oberroßbach aufgelöst: Rimbach wurde nach Linden eingemeindet, Ober- und Unterroßbach nach Dietersheim.

### Ehemalige Baudenkmäler
- Haus Nr. 1: zweigeschossiges Satteldachhaus, Fenster verändert, neu verputzt; im Sturz der Haustür „J. G. Engel 1838.“ rückwärtiger Anbau „Joh. Mich. Geißdörfer 1856.“ gewölbter Stall, auf vier toskanischen Säulen Klostergewölbe des 18. Jahrhunderts.[14]
- Haus Nr. 7: zweigeschossiges Wohnstallhaus, Erdgeschoss Stall (massiv), Obergeschoss Fachwerk; Nordgiebel mit Schopfwalm, neu; im Feld schräg über der Tür bezeichnet: „Erbaut/von/J. Adam Haag/im Jahre 1805.“[14]
- Haus Nr. 17: jetzt zweigeschossiges Wohnstallhaus mit veränderten Fenstern; Ecklisenen, Gurtband. Im Türsturz „18 F B 42“.[14]

### Einwohnerentwicklung
Gemeinde Oberroßbach
| Jahr      | 1818   | 1840   | 1852   | 1855   | 1861   | 1867   | 1871   | 1875   | 1880   | 1885   | 1890   | 1895   | 1900   | 1905   | 1910   | 1919   | 1925   | 1933   | 1939   | 1946   | 1950   | 1952   | 1961   | 1970   |
| Einwohner | 177    | 247    | 222    | 229    | 239    | 239    | 240    | 242    | 237    | 224    | 187    | 215    | 222    | 221    | 199    | 189    | 196    | 203    | 191    | 303    | 284    | 261    | 202    | 181    |
| Häuser    | 35     | 38     |        |        |        |        | 39     |        |        | 44     | 47     |        | 44     |        |        |        | 41     |        |        |        | 41     |        | 38     |        |
| Quelle    | [ 16 ] | [ 17 ] | [ 18 ] | [ 18 ] | [ 19 ] | [ 20 ] | [ 21 ] | [ 22 ] | [ 23 ] | [ 24 ] | [ 25 ] | [ 18 ] | [ 26 ] | [ 18 ] | [ 27 ] | [ 18 ] | [ 28 ] | [ 18 ] | [ 18 ] | [ 18 ] | [ 29 ] | [ 18 ] | [ 11 ] | [ 30 ] |

Ort Oberroßbach
| Jahr      | 001818 | 001840 | 001861 | 001871 | 001885 | 001900 | 001925 | 001950 | 001961 | 001970 | 001987 |
| Einwohner | 103    | 141    | 137    | 140    | 128    | 131    | 113    | 182    | 117    | 98     | 93     |
| Häuser    | 18     | 23     |        |        | 24     | 24     | 23     | 24     | 22     |        | 28     |
| Quelle    | [ 16 ] | [ 17 ] | [ 19 ] | [ 21 ] | [ 24 ] | [ 26 ] | [ 28 ] | [ 29 ] | [ 11 ] | [ 30 ] | [ 1 ]  |

## Religion
Der Ort ist seit der Reformation evangelisch-lutherisch geprägt und war ursprünglich nach St. Maria (Birkenfeld) gepfarrt, seit der ersten Hälfte des 19. Jahrhunderts ist die Pfarrei St. Katharina (Schauerheim) zuständig.